# Джордж Пакос
Джордж Пакос (англ. George Pakos, нар. 14 серпня 1952, Вікторія) — канадський футболіст польського походження, що грав на позиції півзахисника. Виступав, зокрема, за національну збірну Канади, у складі якої був учасником чемпіонату світу 1986 року.

## Клубна кар'єра
Пакос народився в Канаді в родині польських іммігрантів. У дорослому футболі дебютував 1972 року виступами за команду «Вікторія Вест Юнайтед», в якій провів два сезони у Футбольній лізі Тихоокеанського узбережжя, після чого турнір було скасовано, а Пакос перейшов до іншого місцевого клубу «Лондон Боксінг Клаб», з яким у 1975 році став переможцем аматорського чемпіонату Канади (Challenge Trophy).
З 1983 року грав у складі команди «Вікторія АА», а наступного року перейшов до клубу «Вікторія Ріптайдз», з якими взяв участь у першому розіграші 1985 року новоствореного Західного футбольного альянсу, після чого ще на сезон повернувся до «Вікторії АА».
Завершив професійну кар'єру футболіста у команді «Вікторія Вістас», зігравши один матч у Канадській футбольній лізі сезону 1989 року.

## Виступи за збірну
6 грудня 1983 року дебютував в офіційних іграх у складі національної збірної Канади у товариському матчі проти Мексики (0:5).
У складі збірної був учасником чемпіонату націй КОНКАКАФ 1985 року, де забив 2 голи і допоміг команді здобути золоті нагороди та вперше стати найкращою збірною Північної Америки. Також цей успіх дозволив канадцям вперше у своїй історії вийти на чемпіонату світу 1986 року у Мексиці. Там Джордж зіграв у одному матчі проти Радянського Союзу (0:2), а його команда не вийшла з групи.
Після «мундіалю» за збірну більше не грав. Загалом протягом кар'єри у національній команді, яка тривала 4 роки, провів у її формі 22 матчі, забивши 5 голів.

## Досягнення
- Переможець чемпіонату націй КОНКАКАФ: 1985